# Ari Behn
Ari Mikael Behn, ursprungligen Bjørshol, född 30 september 1972 i Århus, död 25 december 2019 i Lommedalen i Bærum, var en norsk författare och konstnär. Mellan 2002 och 2017 var han gift med den norska prinsessan Märtha Louise. 

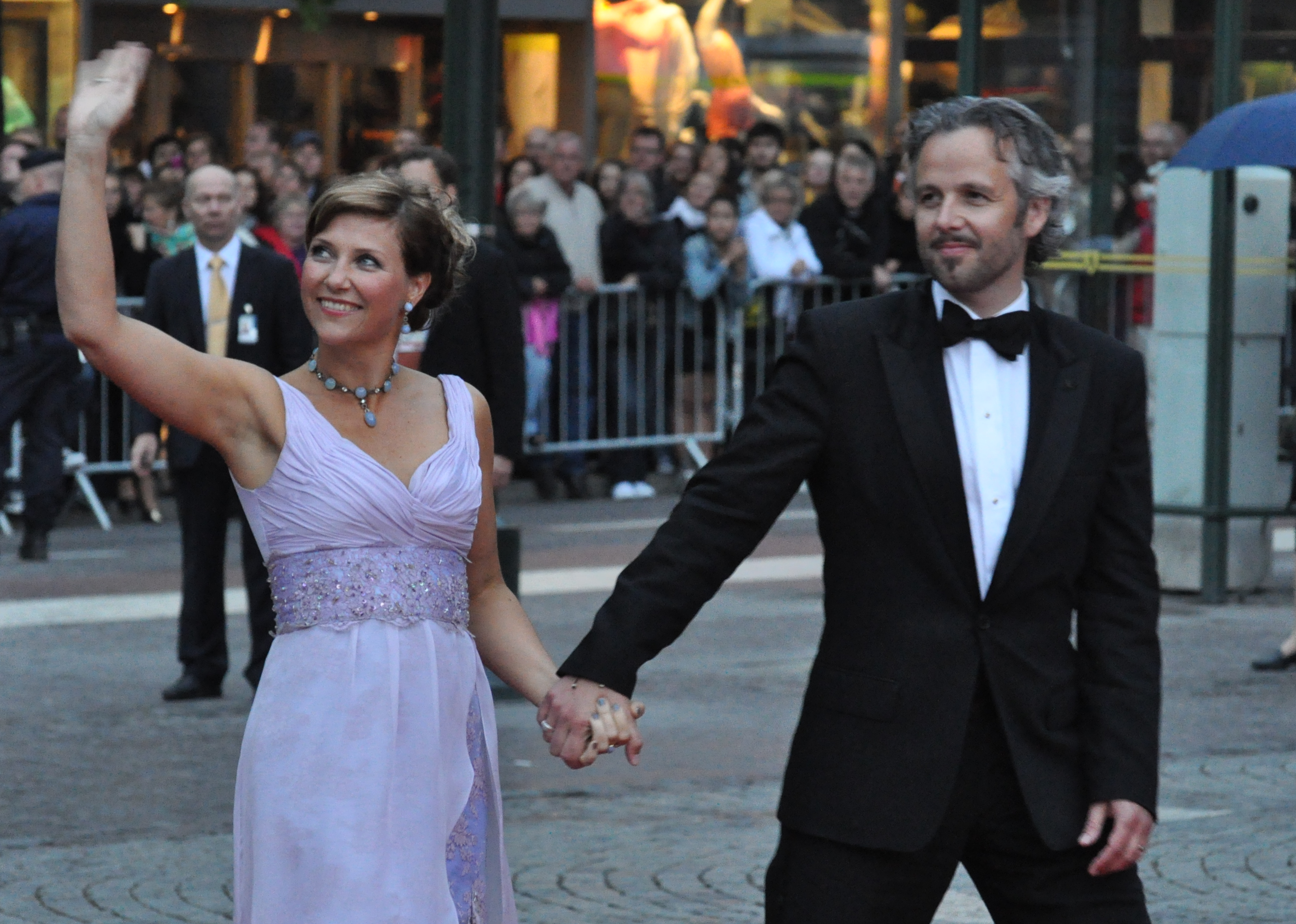
Behn tillsammans med hustrun Märtha Louise utanför Stockholms konserthus 2010.

Behn växte upp i England, Nordnorge och Moss. Han hade fått publicerat noveller, berättelser och artiklar i tidskrifter innan han fick kritikerros för sin berättarkonst i debutboken Trist som faen. Fortellinger (1999). Ett genomgående tema här är unga människor som försöker att finna sin plats i en komplicerad värld. Han gifte sig med prinsessan Märtha Louise i Nidarosdomen 24 maj 2002. Tillsammans gav makarna ut Fra hjerte til hjerte (2002) – historien om deras pilgrimsvandring till Nidaros.

## Biografi

### Bakgrund
Behn föddes i Århus i Danmark och bar då efternamnet Bjørshol. Föräldrarna är specialpedagogen Olav Bjørshol (1952–) och rosenterapeuten Marianne Solberg Behn (1953–). Efter ett halvår flyttade familjen till England. De bodde även i Lavangen i Sør-Troms, Norge. När Ari Behn var sex år flyttade familjen till Fredrikstad och sedan till Rygge utanför Moss. När han var nio år skilde sig föräldrarna och han flyttade till Moss tillsammans med sin mor och de två yngre syskonen. Behn uppskattade att spela teater, rita och skriva och bestämde sig i 15-årsåldern att det var författare han ville bli.

### Karriär, äktenskap
Efter skolgången flyttade han till Oslo. Han fick några artiklar publicerade i magasinen Vagant och Hot Rod. 1995 publicerade Kolon forlag en antologi med nya författare och Behn var representerad med fem berättelser. Han tog 1996 sin mormors efternamn, Behn.
År 1999 kom Behns debutbok, novellsamlingen Trist som faen. Den fick mycket goda recensioner och Behns utåtriktade uppträdande väckte uppmärksamhet. Han blev det årets mest uppmärksammade debutant och Trist som faen sålde bra. Behn deltog gärna i kulturdebatten med starka åsikter. Efter att han blev pojkvän till prinsessan Märta Louise blev han en norsk rikskändis. Behn har sedan skrivit Fra hjerte til hjerte tillsammans med prinsessan Märtha Louise (2002), Bakgård (2003), samt nyckelromanen Entusiasme og raseri (2006).
Den 24 maj 2002 gifte sig Ari Behn med prinsessan Märtha Louise i Nidarosdomen i Trondheim. Tillsammans har de tre döttrar: Maud Angelica Behn (född 29 april 2003), Leah Isadora Behn, (född 8 april 2005) och Emma Tallulah Behn (född 29 september 2008). Paret beviljades skilsmässa 2017. Under tiden som gifta bodde de i Lommedalen i Bærum.
År 2006 uttryckte han offentligt sitt stöd för Arbeiderpartiet. Som närstående den norska tronen blev han kritiserad för sitt politiska ställningstagande.

### Död
Ari Behn dog i sitt hem i Lommedalen den 25 december 2019. Enligt ett uttalande från familjen begick han självmord. Han hade under en längre tid lidit av depression och andra problem med hälsan, som han hade pratat öppet om i intervjuer. Ari Behn jordfästes i Oslo domkyrka.

## Konstnärskap
Bland Behns litterära förebilder kan nämnas Paul Bowles, Ernest Hemingway, F. Scott Fitzgerald och Knut Hamsun.
Behns debutbok, novellsamlingen Trist som faen: fortellinger (1999) har som tema unga män som har svårt att hitta sin plats i denna värld. Den fick mycket goda recensioner och översattes till flera språk. (Svensk översättning av Gösta Svenn, Trist som fan: berättelser, 2001).
Behns första roman Bakgård (2003) emotsågs med stor förväntan, men mottagandet blev ljummet. Den handlar om en ung backpacker som saknar inre kärna utan istället låter de han möter fylla hans liv med innehåll.
Likaså fick han stor uppmärksamhet för romanen Entusiasme og raseri (2006), en bok som enligt författaren själv är en uppgörelse med medias bild av honom. Huvudpersonen är en egocentrisk och pompös författare, just så som Behn brukade skildras i pressen. Recensionerna var inte nådiga.
De tredje romanen Vivian Seving etc., (2009) med undertiteln "Sladder, forskyvninger og andre overdrivelser om en prinsesse og hennes samtid" handlar om en vanlig kvinna som gifter sig kungligt.
Behn var även formgivare. Tillsammans med Baron von Bulldog designade han klädkollektionen Behn & Bulldog och för Magnor Glassverk formgav han en kollektion porslin och kristall som kallas Peacock.